# Loe Thai
Loe Thai († 1347 in Sukhothai) war zwischen 1299 und 1347 König des Königreiches Sukhothai und Sohn seines Vorgängers Ramkhamhaeng.
Nachdem Ramkhamhaeng dem Reich Sukhothai große Gebiete angliedern konnte, mussten diese unter Loethai größtenteils wieder abgegeben werden. Ihm folgte sein Sohn Liu Thai (1347–1368) nach.
| Personendaten    | Personendaten                    |
| ---------------- | -------------------------------- |
| NAME             | Loe Thai                         |
| KURZBESCHREIBUNG | König des Königreiches Sukhothai |
| GEBURTSDATUM     | 13. Jahrhundert                  |
| STERBEDATUM      | 1347                             |
| STERBEORT        | Sukhothai (Stadt)                |